# Médiathèque de Haguenau
La Médiathèque de Haguenau est une bibliothèque publique française, située dans la commune de Haguenau, en Alsace. Elle regroupe la médiathèque de la Vieille Ile et la bibliothèque de quartier des Pins. Depuis 2022, elle fait partie intégrante du réseau de médiathèque TILT, regroupant les bibliothèques et médiathèques de la Communauté d'Agglomération de Haguenau.

## Histoire

### Haguenau et ses bibliothèques
La première bibliothèque haguenovienne date de la création de la ville (au sens civique) par Fréderique II de Souabe dans les années 1115-1118. Elle est alors située au sein de son château et semble jouir d'une assez belle collection, comme le rapporte Godefroy de Viterbe, secrétaire et chapelain de Frédéric Barberousse. La bibliothèque disparaît de la Burg dès que la résidence cesse d'être fréquentée par les empereurs. Il n'en reste plus aucune trace. 
Le même château abrite de nouveau, entre c.1427 et c.1470, une collection de manuscrits importante, moins par la qualité que par la quantité, et remarquable par son origine. 
Les différentes congrégations présentes à Haguenau conservent à ce moment-là leur propre petite bibliothèque de manuscrits, mais le premier projet d'envergure a lieu entre 1495 et 1496 lors de la création d'un local pour une bibliothèque entre l'église Saint-Georges de Haguenau et le couvent des religieux hospitaliers de Saint-Jean. L'édifice est spécialement conçu pour cet usage et consiste en l'idée qu'on se faisait à l'époque d'une bibliothèque. En 1614, la ville fonde le collège des jésuites et leur abandonne la bibliothèque. Les religieux y ajoutent leur propre fonds à celui déjà bien agrandi de la bibliothèque. Quand la société est dissoute en 1765, la bibliothèque est sans doute transférée au Grand Séminaire de Strasbourg où se retrouvent aujourd'hui quelques rares vestiges de ces richesses haguenoviennes. 
La première idée d'une bibliothèque municipale naît en 1829, mais la pétition est repoussée comme inopportune. En 1837, le maire Guntz soumet de nouveau le projet au Conseil Municipal qui l'approuve. Elle ouvre en 1841 dans l'ancienne chancellerie, au-dessus de la nouvelle justice de paix, pour déménager en 1905 dans le bâtiment nouvellement construit par le maire Xavier Nessel pour y abriter le musée, les archives et la bibliothèque. Elle y reste jusqu'en 2001.

### Le bâtiment de l'actuelle médiathèque
Avant de devenir médiathèque, le bâtiment actuel a connu des affectations différentes.
Construit entre 1783 et 1788, de style néo-classique, il doit servir d'hôpital militaire et bourgeois. Bien que l'ordonnance royale de 1788 supprime les hôpitaux régionaux, il abrite des soldats blessés pendant la Révolution française et le Second Empire. À partir de 1812 il sert de dépôt de mendicité pour le département puis de caserne entre 1815 et 1818. En 1822, le Ministère de la Justice le transforme en maison centrale pour femmes. Cette dernière a officiellement fermé par décret du 24 août 1960, même si fin 1959, la population carcérale semble déjà avoir été transférée à la maison centrale de Rennes. Par la suite, l'établissement a été transformé afin d'accueillir des détenus (hommes ou femmes) à problèmes psychiatriques, ainsi le Centre pénitentiaire de réadaptation a officiellement ouvert le 21 avril 1964. Il servit jusqu'en 1986 où, désaffecté, il fut partiellement démoli.

Dans le cadre du développement des services universitaire et culturel de la ville, le bâtiment est réhabilité. Il accueille depuis 1996 l'Institut Universitaire de Technologie de Haguenau ainsi que, depuis 2001, les services de la médiathèque.

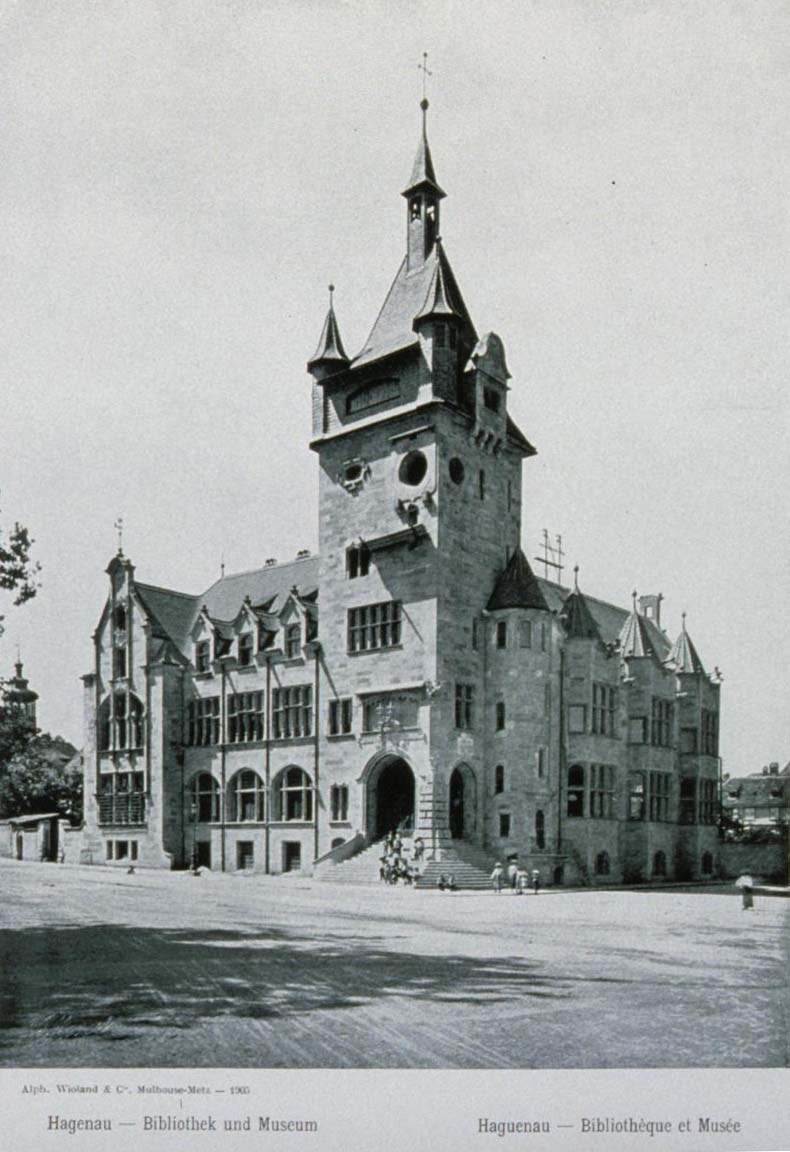
Ancienne Bibliothèque Musée de Haguenau en 1905.

### La bibliothèque de quartier des Pins
La bibliothèque des Pins est ouverte depuis 1994. Elle est située au premier étage de la Maison de Quartier qui abrite également une école maternelle, une halte garderie et une antenne du centre social et culturel Robert Schuman.

## Les collections
La médiathèque détient plus de 100 000 documents en 2022, parmi lesquels des fonds moins courants tel que des kamishibaï, jeux de société, des jeux vidéo et des vinyles
.
La médiathèque conserve également un fonds patrimonial de plus de 20 000 ouvrages pour environ 30 000 items, datant du XVe au XXe siècle et composé de manuscrits et d'imprimés. Parmi eux figurent de nombreux incunables et ouvrages du XVIe siècle haguenoviens, imprimés majoritairement par Henri Gran et Thomas Anshelm. Les écrits du prédicateur hongrois Pelbart de Temesvár, frère mineur de l'observance, ainsi que de son confrère Oswald de Laskó, ou encore les sermons de Bernardin de Busti (également frère mineur) y sont parmi les plus représentés, aux côtés des impressions d'auteurs grecs, latins et médiévaux plus anciens.
La médiathèque abrite également un atelier de reliure.